# Всеукраїнський день працівників культури та майстрів народного мистецтва
Всеукраїнський день працівників культури та майстрів народного мистецтва — свято України. Відзначається щорічно 9 листопада.

## Історія свята
Всеукраїнський день працівників культури і аматорів народного мистецтва відзначався в Україні 23 березня. Ця дата була встановлена в березні 2000 року Указом Президента України № 484/2000, на особисте прохання завідувача відділу культури Маріупольської міської ради Богдана Васильовича Слющинського (загинув у м. Маріуполь 9 квітня 2022 року під час активних бойових дій), ураховуючи вагомий внесок працівників культури та аматорів у відродження української національної культури, розвиток народної творчості, активну культурно-просвітницьку діяльність.
З 2013 року, згідно з Указом позбавленого звання Президента України та зрадника Віктора Януковича від 30 грудня 2011 № 1209/2011 «Про відзначення в Україні деяких пам'ятних дат і професійних свят» {Із змінами, внесеними згідно з Указом Президента № 717/2013 (717/2013) від 30.12.2013} цей день став відзначатися 9 листопада і отримав назву «Всеукраїнський день працівників культури та майстрів народного мистецтва».